# اسون نوس
اسون نوس (انگلیسی: Sven Nys؛ زادهٔ ۱۷ ژوئن ۱۹۷۶) دوچرخه‌سوار اهل بلژیک است.
از باشگاه‌هایی که در آن بازی کرده‌است می‌توان به لاندباوکردیت–کولناخو اشاره کرد.
وی در مسابقات کشوری و بین‌المللی در مجموع برندهٔ ۲ مدال طلا، ۲ مدال نقره، ۵ مدال برنز شده‌است.